# Гарциния индийская
Гарциния индийская (лат. Garcinia indica) — растение семейства Клузиевые, вид рода Гарциния, произрастающее в вечнозелёных лесах Юго-Западной Индии. Культивируется в незначительных масштабах, как в пределах ареала, так и на Антильских островах, Маврикии и Реюньоне.

## Использование
Плоды дерева съедобны и имеют приятный вкус. Семена плодов содержат 23—26% жирного масла используемого в кондитерской и фармацевтической промышленности. Сок плодов служит протравой в красильном деле. Кожура плода сушится на солнце и используется, как пряность в карри.